# Habun

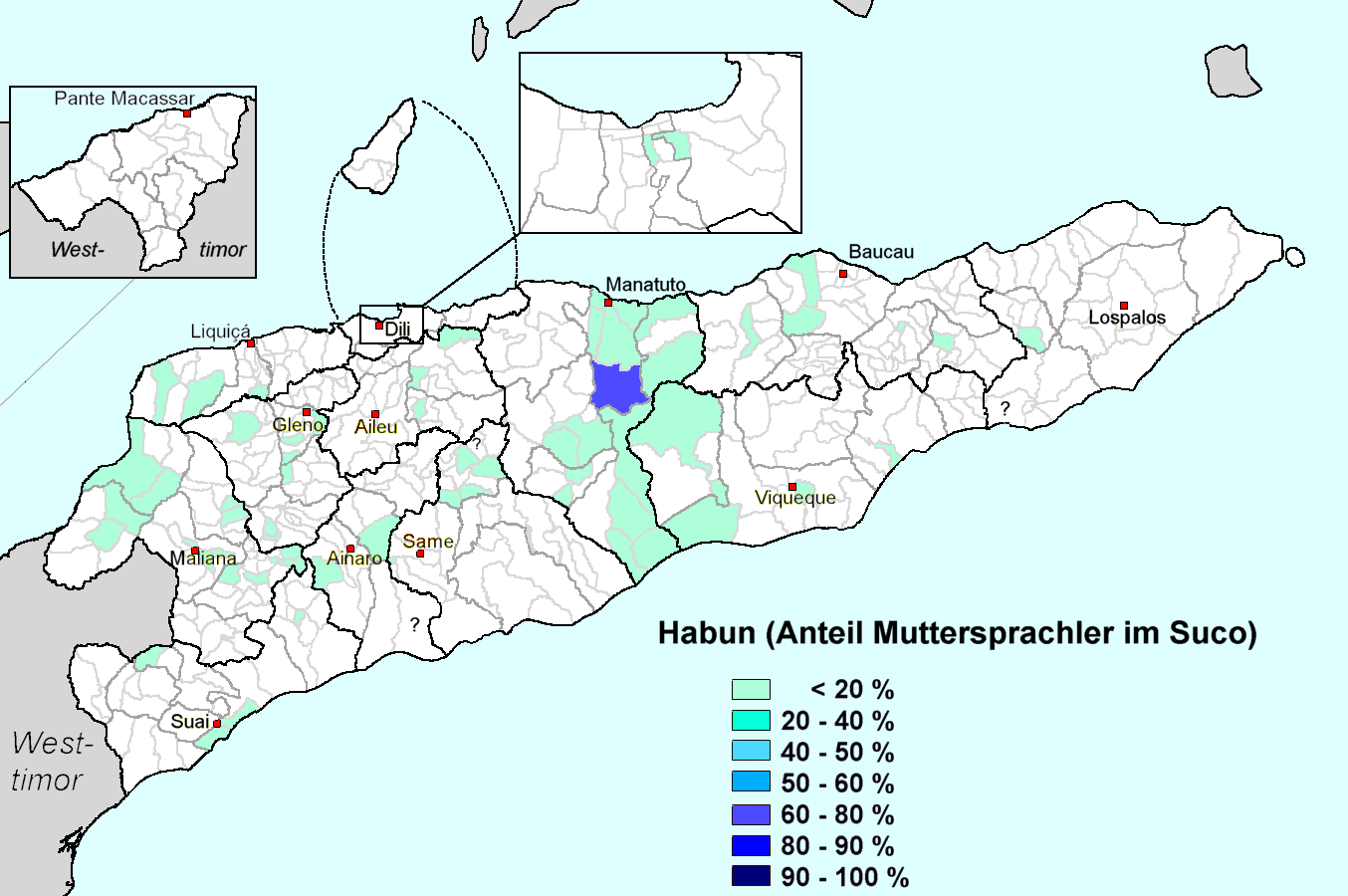
Anteil von Habun-Muttersprachlern in den Sucos Osttimors.

Habun (Habo) ist eine malayo-polynesische Sprache, die im  Gebiet um Cribas, südlich von Manatuto und nordöstlich von Laclubar (Osttimor) gesprochen wird. 2015 gaben 2.214 Osttimoresen an, Habun als Muttersprache zu sprechen. Sie ist eine der 15 in der Verfassung anerkannten Nationalsprachen Osttimors. Es könnte sich bei Habun um eine archaische Variante der Amtssprache Tetum handeln.
In der Vergangenheit war Habun sehr nah ihren östlichen Nachbarn, den Kawaimina-Dialekten. Habun zeigt auch einige Ähnlichkeiten mit dem Idaté-Dialekt des Idalaka, der westlich gesprochen wird.
| Zahlen in Habun |        |
| Zahl            | Habun  |
| 1               | isa    |
| 2               | rua    |
| 3               | tolu   |
| 4               | haa    |
| 5               | lima   |
| 6               | neen   |
| 7               | hitu   |
| 8               | ualu   |
| 9               | sia    |
| 10              | sanulu |

## Belege
- The Languages of East Timor: Some Basic Facts (Memento vom 19. Januar 2008 im Internet Archive)